# 30089 Terikelley
30089 Terikelley è un asteroide della fascia principale. Scoperto nel 2000, presenta un'orbita caratterizzata da un semiasse maggiore pari a 2,6117534 au e da un'eccentricità di 0,1985386, inclinata di 5,74937° rispetto all'eclittica.